# 叶子花
叶子花（學名：Bougainvillea spectabilis）是紫茉莉科叶子花属一种，又名九重葛、三角花、千日红、毛宝巾等，为常绿木质藤本或灌木，原產於热带美洲。
属名bougainvillea为纪念法国航海家L. A. de Bougainville（1729-1781）而命名。其种加词“spectabilis”意为“显著的”，“引人注目的”。

## 特征
茎上具有弯刺，并密生绒毛。葉全緣，互生，呈廣卵形或橢圓狀披針形，长5－10公分。花期很长，温暖地区可长年开花，花白色、黃色。